# Mantes-la-Jolie (quận)
Quận Mantes-la-Jolie là một quận của Pháp, nằm ở tỉnh Yvelines, ở vùng Île-de-France. Quận này có 8 tổng và 117 xã.

## Đơn vị hành chính

### Tổng
Các tổng của quận Mantes-la-Jolie là: 
1. Aubergenville
2. Bonnières-sur-Seine
3. Guerville
4. Houdan
5. Limay
6. Mantes-la-Jolie
7. Mantes-la-Ville
8. Meulan

### Xã
Các xã của quận Mantes-la-Jolie, và mã INSEE là: 
| 1. Adainville (78006)                | 2. Andelu (78013)                    | 3. Arnouville-lès-Mantes (78020)     |
| 4. Aubergenville (78029)             | 5. Auffreville-Brasseuil (78031)     | 6. Aulnay-sur-Mauldre (78033)        |
| 7. Bazainville (78048)               | 8. Bazemont (78049)                  | 9. Bennecourt (78057)                |
| 10. Blaru (78068)                    | 11. Boinville-en-Mantois (78070)     | 12. Boinvilliers (78072)             |
| 13. Boissets (78076)                 | 14. Boissy-Mauvoisin (78082)         | 15. Bonnières-sur-Seine (78089)      |
| 16. Bouafle (78090)                  | 17. Bourdonné (78096)                | 18. Breuil-Bois-Robert (78104)       |
| 19. Brueil-en-Vexin (78113)          | 20. Bréval (78107)                   | 21. Buchelay (78118)                 |
| 22. Chapet (78140)                   | 23. Chaufour-lès-Bonnières (78147)   | 24. Civry-la-Forêt (78163)           |
| 25. Condé-sur-Vesgre (78171)         | 26. Courgent (78185)                 | 27. Cravent (78188)                  |
| 28. Dammartin-en-Serve (78192)       | 29. Dannemarie (78194)               | 30. Drocourt (78202)                 |
| 31. Ecquevilly (78206)               | 32. Favrieux (78231)                 | 33. Flacourt (78234)                 |
| 34. Flins-Neuve-Église (78237)       | 35. Flins-sur-Seine (78238)          | 36. Follainville-Dennemont (78239)   |
| 37. Fontenay-Mauvoisin (78245)       | 38. Fontenay-Saint-Père (78246)      | 39. Freneuse (78255)                 |
| 40. Gaillon-sur-Montcient (78261)    | 41. Gambais (78263)                  | 42. Gargenville (78267)              |
| 43. Gommecourt (78276)               | 44. Goussonville (78281)             | 45. Grandchamp (78283)               |
| 46. Gressey (78285)                  | 47. Guernes (78290)                  | 48. Guerville (78291)                |
| 49. Guitrancourt (78296)             | 50. Hardricourt (78299)              | 51. Hargeville (78300)               |
| 52. Herbeville (78305)               | 53. Houdan (78310)                   | 54. Issou (78314)                    |
| 55. Jambville (78317)                | 56. Jeufosse (78320)                 | 57. Jouy-Mauvoisin (78324)           |
| 58. Jumeauville (78325)              | 59. Juziers (78327)                  | 60. La Falaise (78230)               |
| 61. La Hauteville (78302)            | 62. La Villeneuve-en-Chevrie (78668) | 63. Lainville-en-Vexin (78329)       |
| 64. Le Tartre-Gaudran (78606)        | 65. Le Tertre-Saint-Denis (78608)    | 66. Les Mureaux (78440)              |
| 67. Limay (78335)                    | 68. Limetz-Villez (78337)            | 69. Lommoye (78344)                  |
| 70. Longnes (78346)                  | 71. Magnanville (78354)              | 72. Mantes-la-Jolie (78361)          |
| 73. Mantes-la-Ville (78362)          | 74. Mareil-sur-Mauldre (78368)       | 75. Maule (78380)                    |
| 76. Maulette (78381)                 | 77. Meulan (78401)                   | 78. Moisson (78410)                  |
| 79. Mondreville (78413)              | 80. Montainville (78415)             | 81. Montalet-le-Bois (78416)         |
| 82. Montchauvet (78417)              | 83. Mousseaux-sur-Seine (78437)      | 84. Mulcent (78439)                  |
| 85. Ménerville (78385)               | 86. Méricourt (78391)                | 87. Mézières-sur-Seine (78402)       |
| 88. Mézy-sur-Seine (78403)           | 89. Neauphlette (78444)              | 90. Nézel (78451)                    |
| 91. Oinville-sur-Montcient (78460)   | 92. Orgerus (78465)                  | 93. Orvilliers (78474)               |
| 94. Osmoy (78475)                    | 95. Perdreauville (78484)            | 96. Porcheville (78501)              |
| 97. Port-Villez (78503)              | 98. Prunay-le-Temple (78505)         | 99. Richebourg (78520)               |
| 100. Rolleboise (78528)              | 101. Rosay (78530)                   | 102. Rosny-sur-Seine (78531)         |
| 103. Sailly (78536)                  | 104. Saint-Illiers-la-Ville (78558)  | 105. Saint-Illiers-le-Bois (78559)   |
| 106. Saint-Martin-des-Champs (78565) | 107. Saint-Martin-la-Garenne (78567) | 108. Septeuil (78591)                |
| 109. Soindres (78597)                | 110. Tacoignières (78605)            | 111. Tessancourt-sur-Aubette (78609) |
| 112. Tilly (78618)                   | 113. Vaux-sur-Seine (78638)          | 114. Vert (78647)                    |
| 115. Villette (78677)                | 116. Épône (78217)                   | 117. Évecquemont (78227)             |